# Cisspolnost
Cisspolnost (pogosta krajšava cis) je lastnost ljudi, katerih spolna identiteta se ujema s spolom, dodeljenim ob rojstvu. Kot cisspolne lahko opredelimo tiste, katerih "spolno identiteto ali spolno vlogo družba vidi kot primerno za njihov spol." Gre za nasprotje izraza transspolnost.
Obstajata dve različici izraza: cismoški za "moškega, ob rojstvu določenega za moškega", ali cisženska za "žensko, ob rojstvu določeno za žensko". Nadaljnje izpeljave po analogiji vključujejo tudi cisseksizem (ali "cisseksualna predpostavka" ali "cisnormativnost").
Splošno družbeno predvidevanje, da so vse osebe cisspolne, torej imajo spolno identiteto skladno s spolom, pripisanim ob rojstvu, imenujemo cisnormativnost.

## Etimologija
Izraz cisspolnost izvira iz latinske predpone cis-, ki pomeni "na tej strani“, kar je nasprotje izraza trans-, ki pomeni "na drugi strani“ ali "onkraj“. Ta uporaba se kaže tudi na primer v razlikovanju cis-trans v kemiji, cis in trans strani Golgijevega aparata v celični biologiji, starorimskem izrazu Cisalpinska Galija (tj. "Galija na tej strani Alp“) in Cisjordanija (za razliko od Transjordanije). V izrazu cisspolna oseba pa cis- opisuje skladnost spolne identitete s pripisanim spolom. 

## Zgodovina
Marquis Bey navaja, da se je "proto-cisspolni diskurz“ pojavil v nemščini leta 1914, ko je Ernst Burchard v seksologijo vpeljal razlikovanje cis/trans s tem, da je "cisvestitismus ali vrsto nagnjenosti k nošenju spolnokonformnih oblačil [...] primerjal s transvestitismus ali preoblačenjem". Nemški seksolog Volkmar Sigusch je leta 1991 v svojem dvodelnem članku 'Die Transsexuellen und unser nosomorpher Blick‘ (“Transspolne osebe in naš nosomorfni pogled") uporabil izraz cisspolna oseba (v nemščini zissexuell); leta 1998 je dejal, da je izraz skoval tam.

## Definicije
Sociologinji Kristen Schilt in Laurel Westbrook cisspolnost opredeljujeta kot oznako za "posameznike, ki se ujemajo s spolom, ki jim je bil pripisan ob rojstvu, njihovim telesom in osebno identiteto“. Številne izpeljanke izrazov "cisspolnost“ in "cisspolna oseba“ vključujejo izraze, kot so "cis moški“ za "moškega, ki mu je bil ob rojstvu pripisan moški spol“, "cis ženska“ za "žensko, ki ji je bil ob rojstvu pripisan ženski spol“, cisnormativnost in cisseksizem.
Eli R. Green je leta 2006 zapisal: "cisspolnost se uporablja [namesto bolj priljubljenega izraza "normativni spol"] za ljudi, ki se ne identificirajo s spolno raznoliko izkušnjo, brez da bi vsiljevali obstoj "normativne spolne izkušnje". Za Jessico Cadwallader je cisspolnost "način, kako opozoriti na neoznačeno normo, v okviru katere oseba čuti, da se njena spolna identiteta sklada z njenim telesom/spolom“.
Teoretičarka in biologinja Julia Serano je cisspolne osebe opredelila kot "osebe, ki niso transspolne in ki so svoj biološki in družbeni spol doživljale le kot usklajena“. Serano uporablja tudi soroden izraz cisseksizem, ki je "prepričanje, da so spolne identifikacije transspolnih oseb slabše ali manj pristne od cisspolnih“. Leta 2010 se je v akademski literaturi pojavil izraz cisspolni privilegij, ki je opredeljen kot "niz nezasluženih prednosti, ki jih imajo osebe, ki se identificirajo s spolom, ki jim je bil dodeljen ob rojstvu, samo zato, ker imajo cisspolno identiteto“.